# Arzamendi
Arzamendi (en euskera y oficialmente Artzamendi) es un despoblado que actualmente forma parte del concejo de Luco, que está situado en el municipio de Arrazua-Ubarrundia, en la provincia de Álava, País Vasco (España).

## Historia
Mortuorio alavés documentado desde 1025 (Reja de San Millán).
Formaba parte del desaparecido municipio de Ubarrundia. 
Actualmente es un barrio del concejo de Luco, quedando en sus tierras pocos vestigios de la población que la habitaba. 

## Monumentos
En la zona se puede observar el palacio denominado Casa de Arzamendi.